# Pseudochazara karsicola
Pseudochazara karsicola är en fjärilsart som beskrevs av Gross 1978. Pseudochazara karsicola ingår i släktet Pseudochazara och familjen praktfjärilar. Inga underarter finns listade i Catalogue of Life.